# Eduardo Matte
Eduardo Matte Pérez (Santiago, 1847-ibíd., 1902), fue un abogado y político liberal chileno.

## Primeros años de vida
Fue hijo de Domingo Matte Mesías y Rosario Pérez Vargas. Estudió Leyes en la Universidad de Chile, de donde egresó de abogado en 1868, para dedicarse a la defensa de grandes corporaciones empresariales. Luego pasó a ser el abogado del Banco Matte, de propiedad de su familia.
Contrajo matrimonio con Elvira Gormaz Aráoz, con la cual tuvo los siguientes hijos: Jorge, Eleodoro, Luis Enrique, Eduardo, Elvira, Ana, Julia, Victoria, Rosario, Tránsito, Inés Gabriela.

## Carrera política
Militante del Partido Liberal, del cual fue parte de la mesa directiva en varias oportunidades.
Fue elegido diputado por La Serena, Elqui y Coquimbo (1873-1876). Formó parte de la Comisión Permanente de Hacienda e Industria.
Posteriormente fue diputado por Santiago durante cuatro períodos consecutivos (1879-1891) y luego de la revolución de 1891 fue elegido por dos períodos más (1894-1900). En todos estos períodos legislativos estuvo en varias comisiones permanentes, entre las que cabe mencionar: Hacienda e Industria; Legislación, Constitución y Justicia; Educación y Beneficencia; Gobierno y Relaciones Exteriores; Guerra y Marina. Ejerció como presidente de la Cámara de Diputados entre el 23 de diciembre de 1896 y el 2 de junio de 1897.
Asumió como ministro de Relaciones Exteriores, Culto y Colonización en 1889 y como ministro del Interior en 1892, de los gobiernos de José Manuel Balmaceda y Jorge Montt, respectivamente.
Fue elegido senador por la Provincia de Atacama para el período 1900-1906, sin embargo no pudo completar su mandato senatorial debido a su fallecimiento en 1902, por lo cual fue sucedido por el senador suplente Aníbal Zañartu Zañartu.